# 劉永福
劉 永福（りゅう えいふく、道光17年9月11日（1837年10月10日） - 民国6年（1917年）1月9日）は、清末の軍人。字は淵亭。

## 人物・生涯

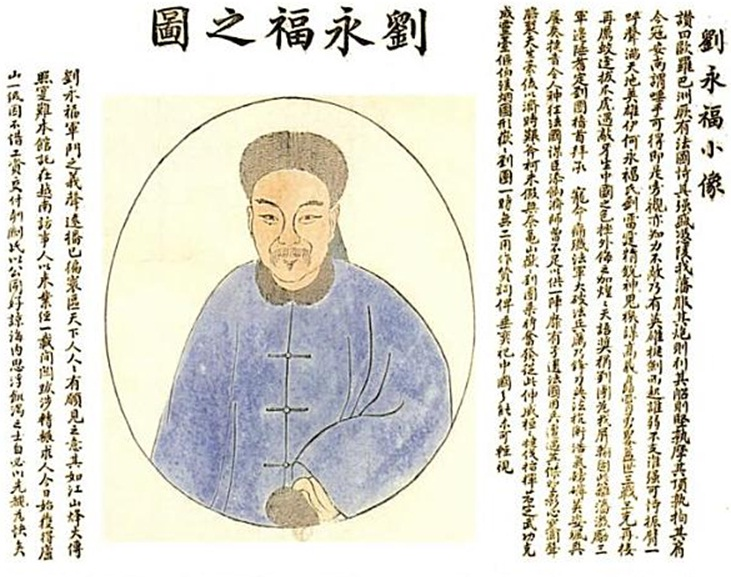
劉永福之図

広東省欽州防城県古森峒小峰（現在の広西チワン族自治区防城港市防城区扶隆鎮）の出身。青年期は無頼者として天地会に参加して呉亜終の傘下に加わり、後に広西省と雲南省の辺境地方の武装組織黒旗軍を組織した。その後広西提督の馮子材率いる軍に逐われて劉永福は呉亜終に従って大南に降り、嗣徳帝の許しを得た。嗣徳21年（1868年）に劉永福は興化省の保勝（現在のラオカイ省）に拠る何均昌を攻め滅ぼし、保勝を自らの根拠地として周辺の土匪を平らげた。当時のベトナム北部山地は土匪の勢力が乱立しており、劉永福は大南に降った後も独立勢力を保った。
嗣徳26年（1873年）に大南の都河内がフランシス・ガルニエ率いるフランス軍に占領された。嗣徳帝から救援要請を受けた劉永福は黒旗軍を率い、ガルニエを討ってフランス軍を駆逐し、その功績により「三宣正提督」に任じられ、一等義勇男爵を贈られた。
咸宜元年 / 光緒11年（1885年）に清仏戦争が終結すると帰国したが、黒旗軍を解散させられた。しかし光緒20年（1894年）に日清戦争が勃発すると朝廷より再び黒旗軍を結成し台湾防衛を命じられた。光緒21年（1895年）に下関条約が締結されると、日本に割譲する台湾に於いて条約に反対する運動が発生し台湾民主国の独立宣言がなされた。この事態に劉永福は民主国政府より大将軍に任じられ、台北陥落後の抵抗を担うこととなった。
台湾民主国総統の唐景崧と統領の丘逢甲が廈門に逃亡するに至り、劉永福は台南に於いて台湾民主国の再興を画策する。民衆より総統への就任が求められるが、劉永福はこれを拒絶、「幇弁」という地位により民主国政府の実権を握ることとなった。台湾民主国の実質的な指導者となった後は、台南に議会を設置すると共に、紙幣の発行などを行っている。
しかし軍事的に優位にあった日本軍に持続的な抵抗を行うには限界があり、清の有力者からの支援が得られない状況下、日本軍が台南に迫ると安平へ、その後イギリス船籍の船で大陸へ逃亡している。
清に戻った劉永福は、光緒28年（1902年）に広東において石鎮総兵を下賜されている。宣統3年（1911年）の辛亥革命に当たっては広東民団総長に任じられ戦闘に赴いている。また1915年に日本政府より袁世凱に対し対華21カ条要求が提出された際は、再び戦闘への参加が求められるなどの終生軍人としての生活を送っていたが、1917年1月に病死している。

## 参考書籍
- 石井米雄、桜井由躬雄 編『東南アジア史 I 大陸部』山川出版社〈新版 世界各国史 5〉、1999年12月1日。ISBN 978-4634413504。